# Yours Truly, Angry Mob
Yours Truly, Angry Mob é o segundo álbum de estúdio da banda britânica de rock Kaiser Chiefs, lançado em fevereiro de 2007. Foi precedido pelo lançamento do single "Ruby", em 19 de Fevereiro.

## Faixas
Todas as canções escritas e compostas por Ricky Wilson, Andrew White, Simon Rix, Nick Baines e Nick Hodgson.
1. "Ruby" - 3:24
2. "The Angry Mob" - 4:48
3. "Heat Dies Down" - 3:57
4. "Highroyds" - 3:19
5. "Love's Not a Competition (But I'm Winning)" - 3:17
6. "Thank You Very Much" - 2:37
7. "I Can Do It Without You" - 3:24
8. "My Kind of Guy" - 4:06
9. "Everything Is Average Nowadays" - 2:44
10. "Boxing Champ" - 1:31
11. "Learnt My Lesson Well" - 3:54
12. "Try Your Best" - 3:42
13. "Retirement" - 3:53

### Faixas bônus da versão japonesa
- "Admire You"
- "I Like To Fight"

### Faixas bônus da versão norte-americana
- "The Angry Mob" (ao vivo de Berlim)
- "I Like to Fight"
- "From the Neck Down"

### Bônus da edição limitada do DVD
- Faixas ao vivo:
  - "Retirement"
  - "The Angry Mob"
  - "Heat Dies Down"
  - "Everything Is Average Nowadays"
  - "Ruby"
  - "Highroyds"
- "Tim Short Film"
- "Your Song"

## Singles
| Informações                                                                     |
| ------------------------------------------------------------------------------- |
| "Ruby" - Lançamento: 19 de Fevereiro de 2007 - Posições: #1 (Reino Unido)       |
| "Everything Is Average Nowadays" - Lançamento: 21 de Maio de 2007 - Posições: - |

## Vendas
- Reino Unido: #1 (Parada de álbuns)
- Grécia #1
- Holanda: #1
- Irlanda: #2
- Áustria: #4
- Alemanha: #6
- Austrália: #9 (Parada ARIA)
- Bélgica: #2
- EUA: #45 (17.000 unidades na primeira semana)[3]
- Mundialmente: 685,000

## Créditos
- Ricky Wilson – Vocal
- Andrew White – Guitarra
- Simon Rix – Baixo
- Nick Baines – Teclados
- Nick Hodgson – Bateria, vocal em "Boxing Champ"